# San Pedro (Maule)
Pour les articles homonymes, voir San Pedro.
Le San Pedro est un volcan du centre du Chili culminant à 3 120 mètres d'altitude.

## Géographie
Le San Pedro est situé dans le centre du Chili, dans la cordillère des Andes, non loin de la frontière avec l'Argentine située à l'est. Administrativement, il se trouve sur la limite entre les provinces de Linares et de Talca de la région du Maule.
Culminant à 3 621 mètres d'altitude à un cratère occupé par un petit glacier, ses flancs recouvrent totalement le Tatara et partiellement le Pellado, un autre stratovolcan situé juste à l'est. Il forme avec ce dernier un ensemble volcaniquement lié. Le San Pedro s'est construit par un empilement de plus d'une centaine de coulées de lave andésitique basaltique représentant une épaisseur de plus de 1 500 mètres.

## Histoire
Le San pedro s'est édifié à partir du Pliocène dans la caldeira du Río Colorado qui s'est formée il y a 500 000 ans. Au cours de l'Holocène, certaines éruptions se sont produites depuis la trace laissée par un glissement de terrain débuté sur le flanc oriental de la montagne et dirigé vers le sud en direction de la vallée du Río de la Puente. Ses dernières éruptions, produites à des dates inconnues, se sont manifestées via un petit cône de scories édifié dans le cratère sommital.